# ЛПУ-10
ЛПУ-10 — упразднённый населённый пункт в Целиноградском районе Акмолинской области Казахстана. На момент упразднения входил в состав Коктальского сельского округа. В 2000 году включен в состав города Астана и исключен из учётных данных.

## География
Располагался в 2 км к северо-западу от автомобильной развязки Юго-западного обхода Астаны и автомобильной дороги Астана — Екатеринбург, на правом берегу реки Есиль. Ныне представляет собой жилой массив в Сарыаркинском районе города Астана.

## История
В переписи 1989 года населённый пункт учтен с двойным названием ЛПУ-10 (село Зелёное).
Указом Президента Республики Казахстан «Об изменении границ города Астаны» от 8 августа 2000 года часть населённых пунктов района, в том числе ЛПУ-10, были включены в административно-территориальные границы города Астана..

## Население
В 1989 году население составляло 92 человека. Национальный состав: русские — 54 %. По данным переписи 1999 года, в селе проживало 57 человек, в том числе 26 мужчин и 31 женщина.